# Route nationale 13 (Inde)
Pour les articles homonymes, voir Route nationale 13.
La Route nationale 13 (en anglais : National Highway 13, sigle NH 13), une route nationale  en Inde qui commence à Tawang et se termine à Wakro.

## Description
La route nationale 13, qui fait partie du plus grand réseau routier Trans-Arunachal, est une route nationale à deux voies longue de 1 559 km traversant l'Arunachal Pradesh en Inde, allant de Tawang au nord-ouest à Wakro au sud-est.
L'ensemble de l'itinéraire est devenu opérationnel en 2018 lorsque le pont long de 6,2 km, a été achevé sur la rivière Dibang,.
Le tunnel de Sela (en), un itinéraire plus court dont l'achèvement est prévu en octobre 2023, fournira une liaison par tous temps,,,.

## Histoire
Avant la renumérotation des autoroutes, elle était connue sous les noms de NH 229 et NH52.
Cette autoroute d'importance stratégique renforce les capacités de l'armée indienne à lutter contre la menace du commandement du théâtre occidental (en) de la Chine, face au secteur oriental de la ligne de contrôle réel de l'Inde.

## Tracé
La NH13 traverse Tawang, Bomdila, Nechipu, Seppa, Sagalie, Ziro, Daporijo, Along, Pasighat, Tezu et se termine à sa rencontre de la  NH-15 près de Wakro dans l'État de l'Arunachal Pradesh,,,.